# 防草ブロック

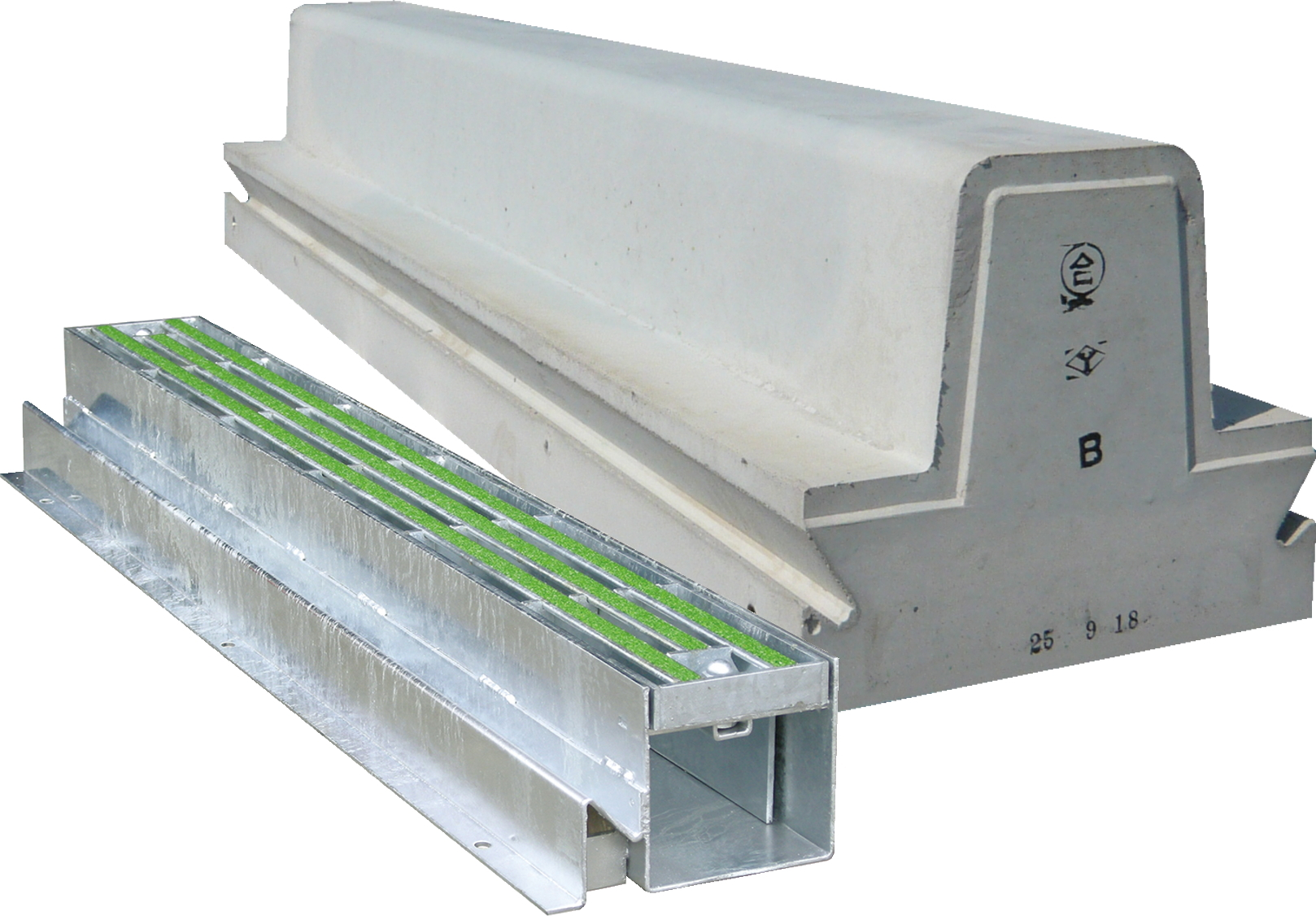

防草ブロック（ぼうそうブロック）とは、 従来からある道路二次製品に防草技術を装備させた製品で、国土交通省をはじめとした全国の自治体公共工事で利用されている道路用コンクリートの二次製品である。道路インフラ整備に採用される道路ブロック製品としては珍しく、日本を代表する国土と環境分野、大学や研究機関など多くの有識者より評価を得ており、防草ブロックは唯一「環境製品」として位置づけられている。全国防草ブロック工業会の加盟企業が製造販売する製品「防草ブロック」の誕生によって、国内道路の防草対策・製品・維持管理法の新たな取組として、国土交通省地方整備局や地域自治体の道路設計が徐々に変更・改定されるようになった。

## 概要
2004年に初めて製品開発され、同年より東海三県の中部地方整備局をはじめ県市町村管轄工事へ向け防草ブロックの採用が始まった。防草ブロックは植物の成長特性を利用した防草技術であり、何も使用せずに雑草が自ら成長を抑制することで、従来の除草・防草対策技術、製品や道路維持予算が不要となる。同時に環境面では、毎年増加している従来防草製品による環境問題や除草対策工事によって排出されているCO2排出量がゼロになることが利点として挙げられる。各役所などの維持管理側と私たち生活利用者の双方にとって、次世代へ向けた安心と安全な道路環境整備の一つとなる「次世代の道路インフラ・デザイン」として、防草ブロックの採用実績が増え続けている。 
全国防草ブロック工業会［jWBA：The all-Japan Weed Control Block Manufacturer's Association］は、全国の道路二次製品製造メーカーと製品型枠製造メーカーが組織する道路土木工業会として平成24年5月に設立された。当初、道路防草技術をもって設立された工業会はなかった。防草ブロックの採用が各地で増え続けることで道路コンクリート製造メーカーに限らず他分野の環境製品を開発する事業者の加盟も増え、jWBAは多くの環境製品を用いた国土開発を可能とする特異な組織づくりとなっている。

## 防草技術
防草ブロックの防草技術は、従来の防草を目的とする技術、製品(草刈りカッター機器、防草テープ・防草シール、防草目地材、他)や農薬等を全く必要とせず、雑草自らが成長を抑制し、その後褐変枯死する技術である。この技術では植物の成長メカニズムを利用しており、植物の成長運動とホルモンの調節をアンバランスにさせることで成長を抑制させている。チャールズ・ダーウィンとその息子の植物の「屈性」研究に由来しており、その研究の約50年後には植物の成長を調整している、植物ホルモン「オーキシン」の発見がある。 
植物は「植物の茎や芽は太陽に向かい、根は重力を感知し下方へと成長する」という「地球と太陽」の関係にある。その地球上の不変の法則を逆手にとった目地構造を、製品目地部へ設け「屈性」を利用する事で、道路の中央分離帯や歩道、側溝等の構造物側面目地部の防草対策を可能としている。従来からある防草製品や対策工事は対処治療であったが、防草ブロック技術では対処ではなく常に「予防」している。

## 目地部からの雑草発生の原因と従来防草対策の問題点
我々が常に利用している歩行者・自動車用道路や中央分離帯には、利用者の安全と自然災害のためにコンクリート製ブロック(側溝・境界ブロック)が設置されている。地域性や発注官庁(国都道府県)の設計、現場事情によるブロック製品の形状と道路施工状況の違いはあるが、その道路の構造物は舗装材など構築物によって、地下へと垂直目地が形成され、いたるところから雑草が成長する。その目地部からの雑草成長原因として、
- 一年を通し、季節による舗装材やコンクリート製品の伸縮、交通振動も重なり目地部が剥離し隙間が生じる。
- 施工時埋設する舗装材下部の路盤、もしくは地中に種子や宿根、地下茎など既に混在している。
- 草刈りをしても多年生植物などは成長を続けている。
- 従来防草技術や製品は、対策実施後に製品の経年劣化を生じ効果が継続しない。
- 防草対策後でも、道路上部より隙間を探し種子や根が地下へと成長する。
- 従来防草製品や対策工事の多くが予防ではなく、対処療法だから。
- 植物の子孫繁栄には多くの仕組みがあり、また種子も広範囲へ飛ぶ、鳥や動物、虫、人（車）が運ぶなど様々。

そして、毎年限られた道路維持予算や削減により、除草作業や防草対策工事が十分できない事情もあり、交通障害(安全対策)、景観に対する利用者からの苦情も年々増え、近年では雑草が原因となる健康被害(特に通学路)も懸念されている。

## 防草ブロックの製品構造、その他
防草ブロックの製品側面および構築物との垂直目地部の構造は、例えば歩車境界ブロックの場合、地中より製品側面に沿って雑草が地上へ成長する過程において本来の成長方向とは逆向きとなる斜め下方向へと、また路面上部より浸入する根や種子は下方向とは逆に上向きとなるよう、防草ブロックには切欠け構造が設けられている。
製品側面を切り欠け構造に変更することで、多くの道路二次製品・施工への対応が可能となり、防草ブロックの製品価格も従来製品と同等、もしくは地域によって多少の差はあるが施工性には大きな差がない。
そして、従来技術(防草シールやテーブ他)による対策では、長期的に雑草の成長を止めることは不可能であったが、jWBAの防草技術(目地構造)は、自然の摂理を利用し「雑草が自ら成長を抑制し枯れる」こと、防草部は丈夫なコンクリート製の躯体ということで、経年効果はかなり期待できる。
また、切りかけ部の形状も活かされ、舗装材(コンクリート材)に膨張伸縮が起きても目地に隙間ができ難い形状となり、例え目地部が剥離し隙間が生じたとしても、雑草の成長が止まる仕組みは変わる事はなく、長期に渡り実証研究も終えていることもあり、防草製品としての技術レベルは高い。
防草目地部の構造は、植物の正常な屈光性と屈地性に相反する角度と長さによって、植物の成長運動と成長ホルモンのアンバランスが引き起こる。ただ単に雑草の成長の方向を変えるだけでは、植物が成長抑制し止まる事がない。繰り返しの実証に基づいたエビデンスが重要となる。

## 技術開発経緯
全国防草ブロック工業会が採用している防草技術は、長年に渡り一人の老人(故石川繁氏)の研究努力とその長男(現：全国防草ブロック工業会顧問、防草研究会代表)の石川重規氏によって、過去に例のない防草技術として(エビデンス構築)考案される。2000年当時に健康の為にはじめたウォーキング途中、木陰で休んでいた松の大木から下方へと土手からハミ出した太い根が気になり眺めていた事が研究のキッカケとなる。技術構築には試行錯誤の繰返しではあったが、研究の為に公的資金や研究機関、産学との連携をとる事はせず、全て故石川氏個人による実証研究で実施されていた。その後、長男である石川重規氏が引き継ぎ、当初国立大学法人名古屋大学 (生物機能開発利用研究センター、農学博士 北野英己名誉教授)と、植物の成長メカニズムの解明へ向けた研究体制がとられた。また、特に雑草問題に頭をかかえている沖縄県では、いち早く本防草技術製品に着目しており、内閣府の沖縄総合事務局／南部国道事務所による３年間のフィールド施工検証(宜野湾国道BP)も既に平成27年秋に終え、防草ブロックによる防草効果を実証し評価しており、現在では国土交通省はじめ地域自治体、大学、研究機関など計10ヶ所で技術検証(フィールド試験)が続けられており、道路用二次製品として国内唯一の「環境製品」として多くの有識者が評価している。現在ではjWBAと国立大学法人宇都宮大学(雑草管理教育研究センター)との共同研究態勢もとられており、防草ブロック野外操作実験とラボ施設内での新たな取り組みも実施されている。

## 従来ブロック製品から防草ブロックへ
【道路設計変更の動き】　防草機能を装備する防草ブロック（道路コンクリート二次製品）とエレファンドレン（鋼製排水溝）を使用する事で、私たち道路利用者に対するリスクが軽減されることは言うまでもないが、大きな経済効果が期待でき、特に今の時代には優先しなくてはならない環境負荷低減を実現する。ちなみに、従来からある防草製品を使用し対策工事を実施した場合、CO2排出量は1㎞あたり約2.3t (国土交通省新技術登録されている従来防草対策工事作業の内容と製品、労務費より経済産業省外部専門家によって算定) が排出されているが、防草ブロックを敷設することでその対策工事が不要となる。防草ブロック敷設の累計から換算すると、毎年1000t以上のCO2排出量が削減されている。今後、その削減量も毎年数倍と伸びていく事もあり、徐々にではあるが全国の地方整備局や地域自治体において従来防草製品や道路設計の見直しがされている。　＜国土交通省関東地方整備局プレスリリース＞

## 製品・技術、開発者の賞歴
道路用コンクリート製品・技術としては過去に例がないほど、国土と環境分野の多くの有識者、日本の研究機関や関係省庁から高い評価を得て、下記受賞を受けている。
- 第40回 ≪環境賞≫　平成25年06月12日受賞[4]
- 第16回 ≪国土技術開発賞≫　平成26年07月30日受賞[5]
- 第12回 ≪愛知環境賞≫　平成28年02月18日受賞[6]
- 第41回 ≪発明大賞≫　平成28年03月15日受賞[7]
- 第13回 ≪エコプロダクツ大賞≫　平成28年12月08日受賞[8]
- 第61回 ≪グッドデザイン賞・BEST100≫　平成29年10月04日受賞[9]
- 第02回 ≪インフラメンテナンス大賞≫　平成30年08月09日受賞[10]

## 国交省・都道府県製品技術、認定登録
NETIS　＜＃CB-050041-VG＞、ぐんまの環境新技術製品　＜－＞、東京都建設局新技術評価　＜＃1701008＞、兵庫県新技術　＜＃130017＞、広島県長寿命化技術　＜＃28‐006‐3＞、福岡県施工技術　＜＃1201007A＞、認定リサイクル製品＜岩手、三重、山口＞